# فياتشيسلاف فورونين
فياتشيسلاف فورونين (الروسية: Воронин, Вячеслав Николаевич) هو رياضي روسي في سباقات المضمار والميدان متخصص في القفز العالي. شارك في دورة الألعاب الأولمبية. حقق الذهبية في بطولة العالم لألعاب القوى.

## سجل المنافسة
| العام      | المسابقة                                    | المكان        | المركز     | ملاحظة     |
| يمثل روسيا | يمثل روسيا                                  | يمثل روسيا    | يمثل روسيا | يمثل روسيا |
| ---------- | ------------------------------------------- | ------------- | ---------- | ---------- |
| 1993       | بطولة أوروبا لألعاب القوى للناشئين 1993     | سان سيباستيان | 2          | 2.18 م     |
| 1998       | بطولة أوروبا لألعاب القوى داخل الصالات 1998 | بلنسية        | 2          | 2.31 م     |
| 1999       | بطولة العالم لألعاب القوى داخل الصالات 1999 | مايه-باشي     | 2          | 2.36 م     |
| 1999       | بطولة العالم لألعاب القوى 1999              | إشبيلية       | 1          | 2.37 م     |
| 2000       | بطولة أوروبا لألعاب القوى داخل الصالات 2000 | غنت           | 1          | 2.34 م     |
| 2000       | الألعاب الأولمبية الصيفية 2000              | سيدني         | 10         | 2.29 م     |
| 2001       | بطولة العالم لألعاب القوى داخل الصالات 2001 | لشبونة        | 9          | 2.25 م     |
| 2001       | بطولة العالم لألعاب القوى 2001              | إدمونتون      | 2          | 2.33 م     |
| 2001       | ألعاب النوايا الحسنة 2001                   | بريزبان       | 2          | 2.31 م     |
| 2004       | الألعاب الأولمبية الصيفية 2004              | أثينا         | 9          | 2.29 م     |
| 2005       | بطولة العالم لألعاب القوى 2005              | هلسنكي        | 8          | 2.29 م     |
| 2008       | الألعاب الأولمبية الصيفية 2008              | بكين          | 14         | 2.25 م     |

## روابط خارجية
- فياتشيسلاف فورونين على موقع الاتحاد الدولي لألعاب القوى (الإنجليزية)
- فياتشيسلاف فورونين على موقع اللجنة الأولمبية الدولية (الإنجليزية)
- فياتشيسلاف فورونين على موقع أوليمبيديا (الإنجليزية)